# Ħal Saflieni-i hipogeum
A Ħal Saflieni-i hipogeum i. e. 3300 és i. e. 2500 között épült föld alatti sírtemplom Paola település közelében, Máltán. A Ħal Saflieni-i sírbolt a máltai megalitikus templomok civilizációjának legeredetibb és legrejtélyesebb építménye, amely az élők és  holtak világát egyesítette a termékenység istennőjének fennhatósága alatt. A mészkősziklába vágott, föld alatti építmény három szintes, bonyolult szerkezetű labirintus ; több mint húsz teremből álló barlangrendszerét, az ősi szigetlakók kő- és csonteszközökkel alakították ki. A hipogeum kultikus és temetkezőhely volt; kollektív sírokat rejtő helyiségeiben 6-7000 ember földi maradványait helyezték el. Kora és egyedülálló szerkezete elismeréseként az UNESCO, 1980-ban a világ kulturális örökségei közé emelte. „Ezek a bonyolult, karéjos építmények oltáraikkal, kapuikkal, vésett köveikkel az őskori emberek kifinomult hitvilágáról, szertartásairól… magas fokú technikai teljesítményéről… tanúskodnak.”

## Szerkezete

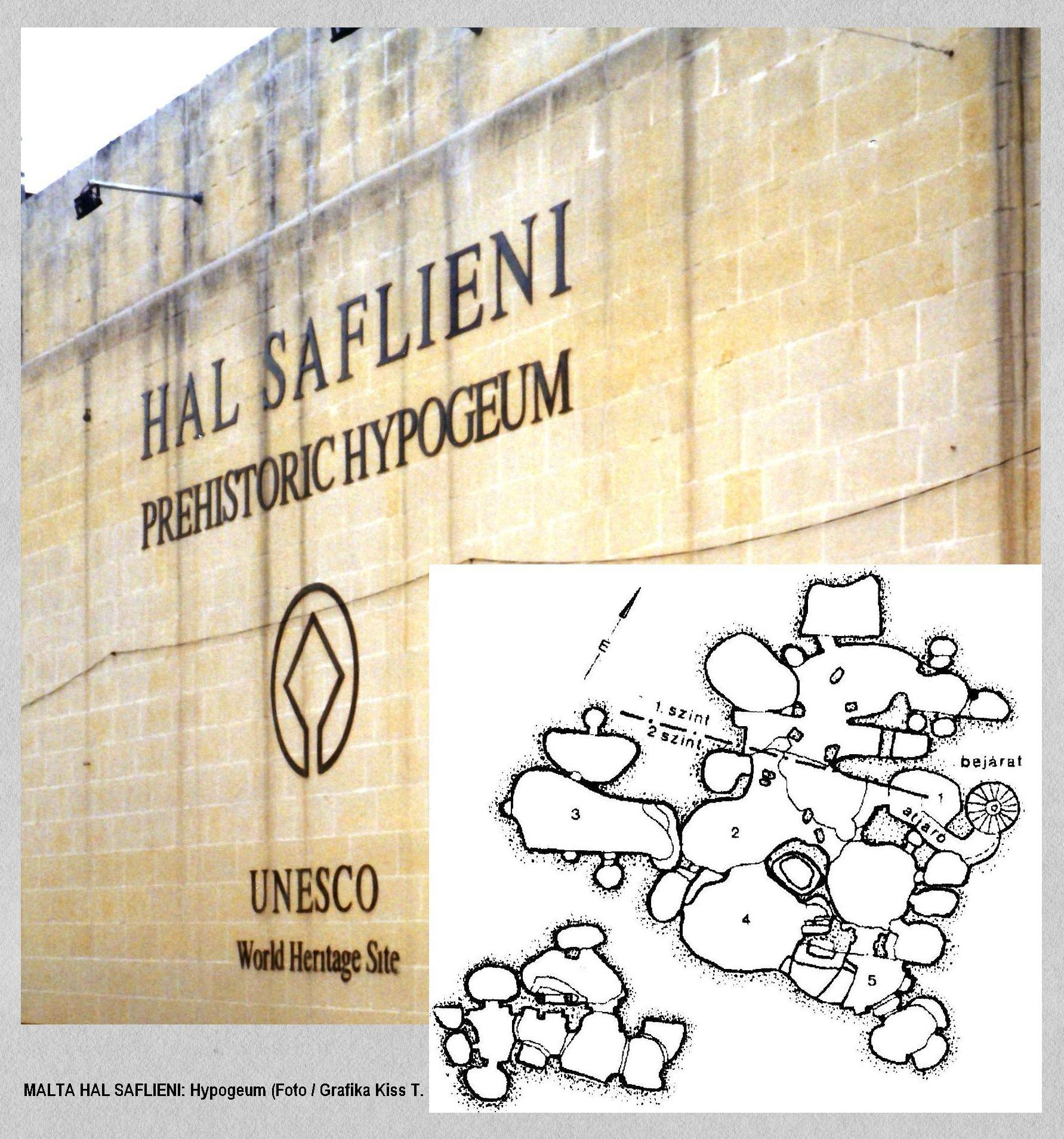
Bejárat és alaprajz

A több mint 20 – természetes és emberkéz vájta – teremből álló barlangláncolat tagjai egymásból nyílnak; teljes területe meghaladja az 500 négyzetmétert. A helyiségeket folyosók és a kultusz céljaira használt 10,5 méter mély terek kötik össze.

### Első szint – i. e. 3600 / 3300
Az első szint rendkívül egyszerű – egy hatalmas üregből, a központi átjáróból és temetkezési kamrákból áll – feltételezetten azért, mert a templomsír közvetlen közelében megindult modern építkezések során ezt a szintet (még a templom felfedezése előtt) majdnem teljesen lerombolták. A szint mennyezete mindössze egy méterrel,  padlózata 2,9 méterrel van a földfelszín alatt.

### Második szint – i. e. 3300 / 3000

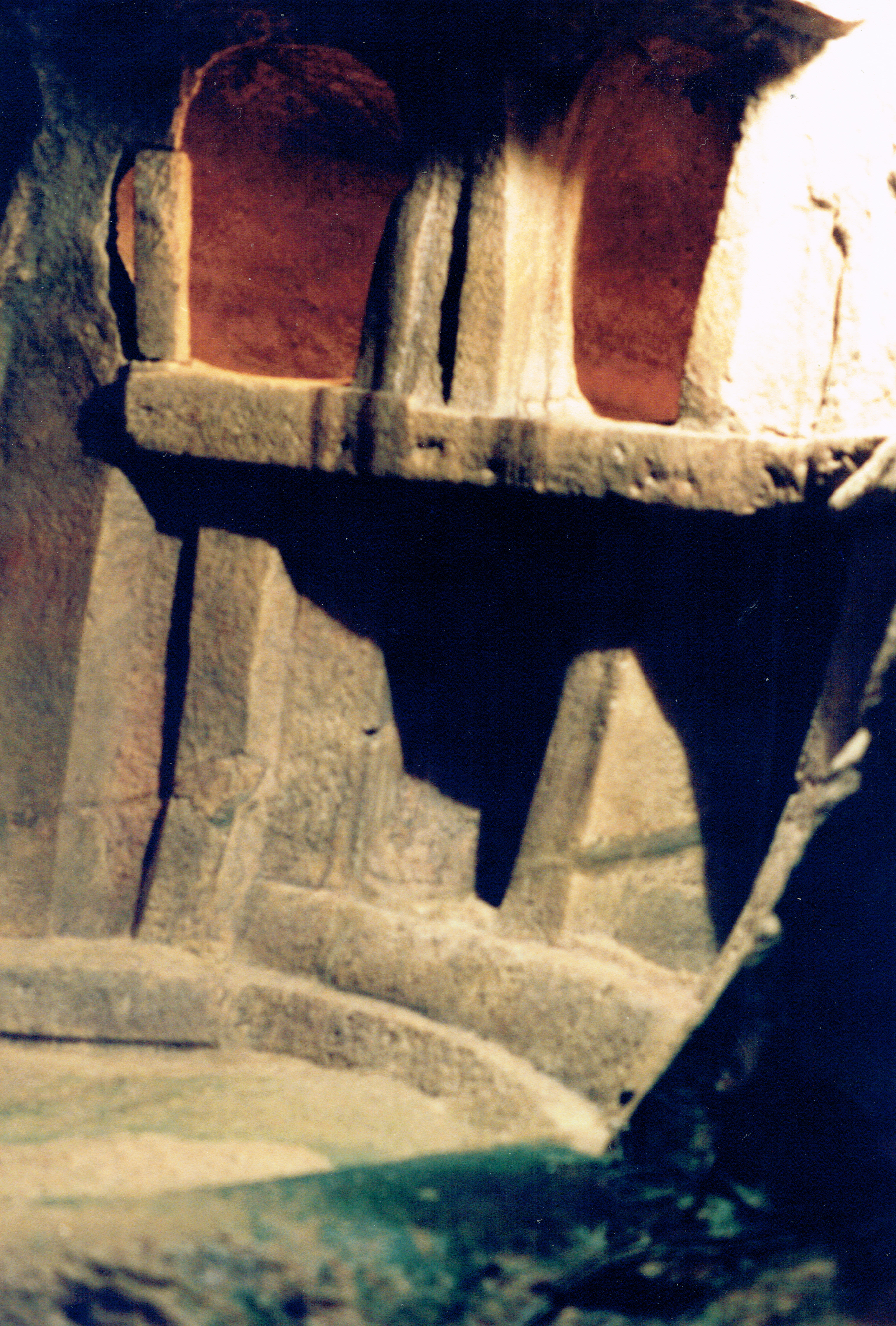
Ħal Saflieni

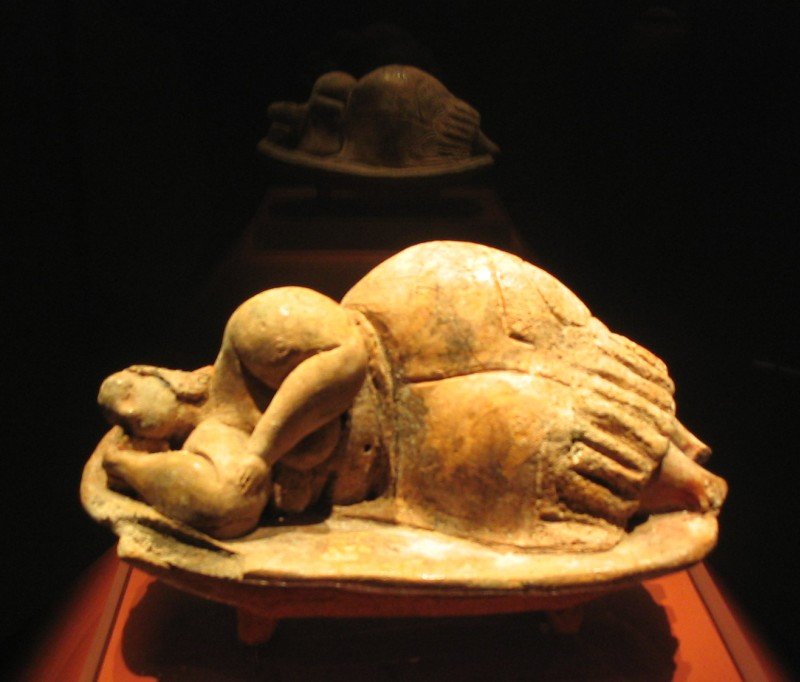
Az Alvó Hölgy, Nemzeti Régészeti Múzeum, Valletta

A középső szint, amely 4-6 méterrel van a földfelszín alatt csodálatos, egyben félelmetes képet mutat. Azért rendkívüli, mert egyes kamrák kőmennyezetükkel együtt teljes épségben megmaradtak – a hipogeum egyes részei több mint 5000(!) évesek. A helyiségek fő vonulata észak-déli elrendezésű. A sírbolt központi része a Váróterem a fő temetkezőhely, innen észak felé indulva az  ún. Orákulumszobába, majd a Díszes terembe juthatunk; dél felé haladva pedig a Fő szobába és a kultusz céljait szolgáló Sancta Sanctorumba vezet az út. Minden helyiségben álboltozatos tető, szemöldökköves álajtók és lekerekített architrávok vannak. A második és harmadik szint termeinek íves falait és mennyezeteit vörös okkerrel készült spirális díszítések, geometrikus sziklafaragások díszítik, oltárok és fülkék tagolják.

#### Orákulumszoba
Az „orákulumszoba” durván négyszögletes alaprajzú helyiség. Falába embermagasságban egy apró fülkét vájtak; az ebben a kicsi üregben kimondott vagy akár csak elsuttogott szavak a nagyszerű akusztikának köszönhetően mindenhol kiválóan hallhatóak. „A kései ókorban a jósokról azt tartották, hogy beszélgetni tudnak a halottakkal. Aki a jós megváltozott hangját hallotta vissza a kamrában, joggal feltételezhette, hogy egy halott őse válaszol neki, a jós mint médium közvetítésével”, vagy talán így juttatta el üzeneteit a pap az Alvó Hölgy alakjában ábrázolt papnőnek. Az építmény akusztikáját szakértők is vizsgálták. A szoba mennyezetét vörös okkerrel készült spirális díszítések borítják. „A vörös okker a vér, az élet és az újjászületés szimbóluma, és a halottak kultuszával hozható összefüggésbe.”

#### Díszes terem
Az orákulumszobát elhagyva egy kalapácsnyomokkal, geometrikus domborművekkel, és festett spirálokkal díszített kis helyiségbe jutunk. Az átjáró jobb oldalánál emberi kezet formáló kő véset (petroglifa) látható.

#### Fő szoba
A helyiség kör alaprajzú, falait átjárók, álajtók és falfülkék borítják. A helyiség melletti gödörben találták meg a Vallettai Régészeti Múzeum egyik legféltettebb kincsét, az Alvó Hölgy szobrát. „A szobor rituális áldozat, vagy jós által ajánlott betegséggyógyító kúra egyik kelléke lehetett. Más vélemények szerint a parányi Alvó Nő inkább álmodó papnő volt. A transzállapotban levő jós, akárcsak a krétai kígyós és mákgubós istennők – a későbbi delphoi jövendőmondókhoz, vagy a római kori látnok Sibyllához hasonlóan – bódító hatás alatt álltak.  A tudósok feltételezik, hogy a Fő terem számos falfülkéjét „alvásra” használták. Ám az még ma sem tisztázott, hogy a föld alatti teremben alvás mint ihletet, a holtak birodalmából jóslatot hozó valódi álom, vagy egy ókori kultikus gyógymód, az „inkubáció” része, vagy a haldoklók utolsó elalvásának helyszíne, illetve a temetési szertartások előtt a halottak ravatala volt.

#### "Szentek Szentje"
A második szint termeinek déli csücskében található legbelső szoba a Szentek Szentje, amelynek érdekessége, hogy bejáratát gondosan faragott háromszoros triliton díszíti.

### Harmadik szint – i. e. 3150 -2500
A legalsó szint padlózata 10,6 méter mélyen van. Itt már nem találtak sem csontokat sem tárgyakat, csak vizet. Azt feltételezik, hogy tárolóhelyiségek lehettek, talán gabonatárolók.

## Története
A helyszín már a kőkor Żebbuġ-szakaszából tartalmazott régészeti emlékeket, tehát már az első templomok építése előtt használatban volt. Ettől kezdve egészen a Tarxien-szakaszig, a templomépítő közösség összeomlásáig használták. A „Szentek szentje” mögötti helyiséget az építés kezdeti fázisában félbehagyták, valószínűleg erre folytatódott volna a bővítés, ha a templomépítők kultúrája nem ér hirtelen véget.
A hipogeum a Tarxien és a Kordin templomokkal együtt szolgálhatott ki egy közösséget.

### Modern kori története
A hipogeumot 1902-ben egy véletlen baleset kapcsán fedezték fel, amikor egy építőmunkás csatornaásás közben beesett az egyik sziklakamrába. Az első rajzokat és tanulmányokat Emmanuel Magri atya, Jezsuita szerzetes készítette 1903-ban; aki 1907-ben váratlanul meghalt, mielőtt kutatási eredményit  a nyilvánosság elé tárta volna. A helyszín feltárását a máltai régészet atyja, Sir Themistocles Zammit, a Nemzeti Múzeum igazgatója folytatta 1905–1911 között. A hipogeum együttesét 1992–1996 között restaurálták. A falak és a festések állagmegóvása érdekében a szentélyek mikroklímáját óvni kell, ezért szigorú műemlékvédelem alatt áll. Naponta mindössze nyolcvan látogató tekintheti meg, tízfős csoportokban.

### Funkciója
A régészet hivatalos álláspontja szerint a hipogeum egyértelműen temetkezési hely – ezt a benne talált hatalmas mennyiségű emberi csont mellett nehéz is vitatni –, ám temetkezési rítusokra szinte semmilyen tárgyi emlék nem utal. Szinte biztos, hogy a nagy termekben zajlottak valamiféle szertartások, erre utal a jósló termek és falba vájt lyukak jelenléte. Más elméletek szerint: „Némelyik kutató azt feltételezi, hogy a hipogeum volt a helyszíne azon papnők beavatásának, akik a nagy Anyaistennőt, a Magna Matert szolgálták”; mások szerint  napisten kultikus temploma volt. Abban azonban mindenki egyetért, hogy olyan kultuszhely lehetett, amely nem állt nyitva a hívők előtt, hanem bizonyos fajta szertartásokat végeztek benne; emellett a népesség másodlagos temetkezési helyéül szolgált.

### Újabb keletkezés-elmélet
Dmitri Bekh-Ivanov orosz geológus néhány éve felvetette, hogy Málta őskori építményei egy olyan időszakban keletkezhettek, amikor az addig víz alatti vagy víz közeli kőzetekből álló lapos szigetek egy tektonikai katasztrófa miatt szinte egyik napról a másikra emelkedtek mai helyükre. A felszínen kiszáradó egykori tengeri üledékből keletkeztek a ma „korallmészkőnek” nevezett kőzetek, megőrizve az elköltöző embereknek az ezekbe vágott nyomait, amiket ma keréknyomokként ismerünk. Ugyanezzel magyarázza a hipogeum(ok) készítését is: a kérget képező felszínbe az emberek kis bejáratot vágtak, majd az alatta még mindig puha agyagban könnyen kivájhatták a barlangokat, amelyeknek a kéreg szolgált mennyezetül. Ahogy a környező kőzet megkeményedett, tovább vájtak lefelé a lenti, puhább kőzetekbe. Ez lehet az oka annak, hogy a hipogeum több szintből áll.
A hipogeumban talált rendszertelen (nem teljes) csontmaradványokról felveti, hogy esetleg a katasztrófában elpusztult emberek maradványai lehetnek, akiket mindenhonnan ide hoztak eltemetni.

## Külső hivatkozások
- Official Website of the Hypogeum (angolul)
- Freeweb: Rejtélyek – Málta (magyarul) (Megszűnt a lap. Te is segíthetsz megfelelő hivatkozást találni!)
- Utazás – Málta – Paola (magyarul)
- Fényképek a hipogeumról[halott link]
- Unesco World Heritage Site (angolul)
- The Megalithic Temples of Malta[halott link] (angolul)